# Sociopath (художник)

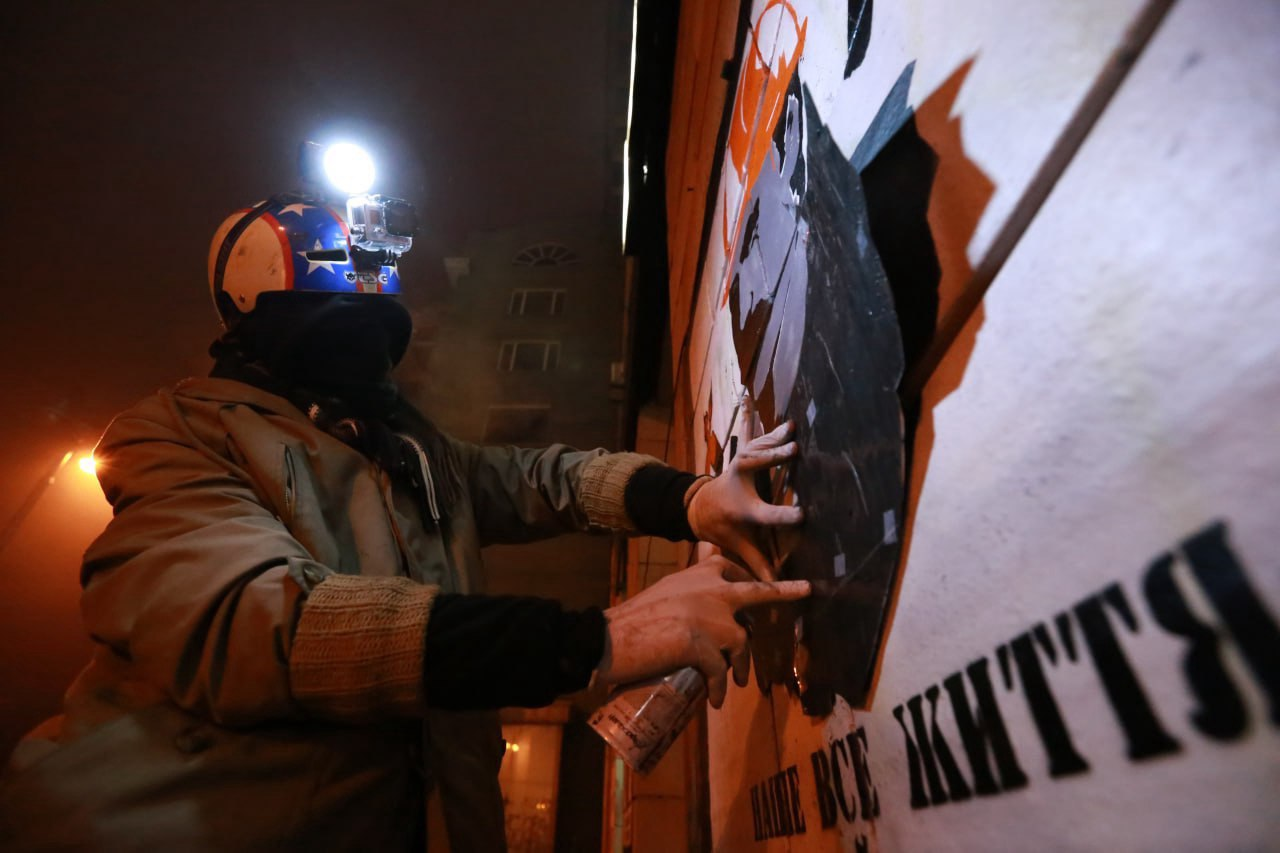
Художник #Sociopath в момент створення трилогії "Ікони Революції". Київ, 2014 рік.

Художник #Sociopath — псевдонім українського стріт-арт художника, продюсера артгрупи «Бімба продакшн». Працює в жанрах соціального артивізму, стінопису та трафаретного мистецтва з 2012 року.

## Біографія
#Sociopath непублічна людина, тому про нього відомо, що він народився в місті Дніпро. Художник не має академічної мистецької освіти. Почав займатися стріт-артом у 2012 році, на той момент художникові було близько 40 років.

## Творчість

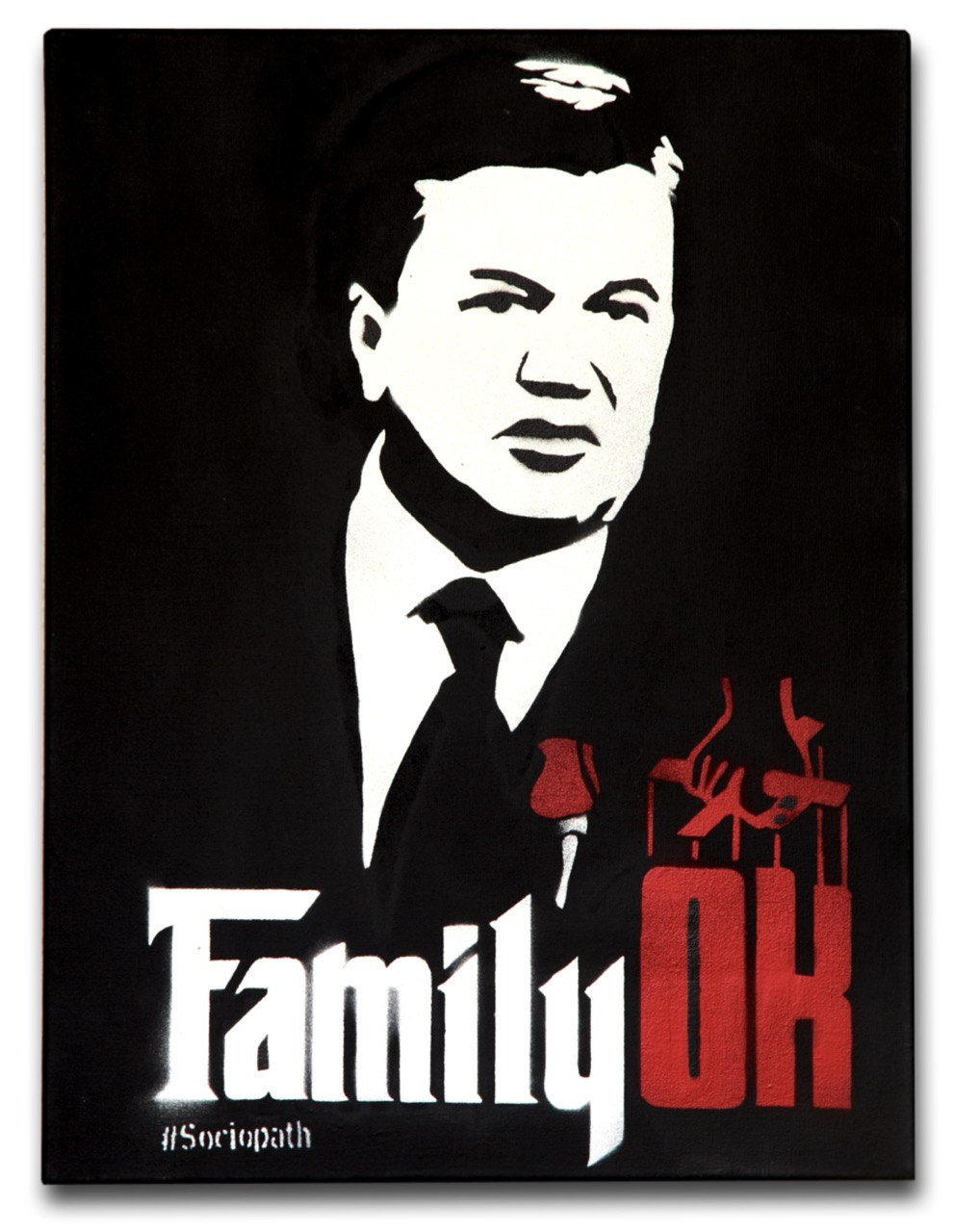
"Family Ok", 2012 рік.

Стріт-арт роботи художника є у Києві, Львові, Чернівцях, Херсоні. Для широкого загалу художник став відомим після створення роботи 2012 року “Family Ok” із зображенням тодішнього президента України Віктора Януковича. “Віктора Федоровича я зобразив досить толерантно. Настільки толерантно, що люди іноді не розуміють, це за чи проти”, — художник #Sociopath в інтерв'ю Радіо Свобода.
Найвідоміші роботи — трилогію “Ікони Революції” художник створив під час Революції Гідності, в Києві, на стіні на вулиці Грушевського, 4.

Під час революційних подій 2013-2014 років художник став ініціатором створення та продюсером артгрупи «Бімба продакшн». Учасники фільмували події Майдану, зокрема у документальному проєкті «ДНК UA». Після революційних подій учасники артгрупи — #Sociopath та режисер Клавдія Буквич перебували в Криму, знімали відеосюжети про військових та документальну стрічку "Позивний диверсант". Відеоархіви поїздок художника в зону АТО у 2014-2015 роках лягли в основу відеопроєкту "В зоні АТО".

Художник #Sociopath під час створення трилогії "Війна" у Львові, 2015 рік.

Антивоєнна тематика у творчості художника почалася з трилогії "Війна", яку #Sociopath створив після поїздок в зону АТО, у травні 2014 року, на стіні у центрі Львова. "Череп у касці, що пробила куля, — символ-голос кожного полеглого у цій війні бійця. Друга робота присвячена патріотам, які ціною своїх життів сьогодні відстоюють наше право на свою Землю. Третя — це образ ворога, якого неодмінно буде подолано" — так автор описав свої роботи. За кілька днів після створення малюнки було знищено.
Повномасштабній війні в Україні художник присвятив серію робіт "Genocide", заголовною якої є картина "Важкі дні". "Я більше не хочу малювати про війну, кожен з нас волів би стерти з памʼяті те, що відбувається і наповнити себе добрішими відчуттями. Але поки ми усі переживаємо важкі часи, як нація, як люди, як митці".
Серія жіночих портретів "Нове Сонце України" і її заголовна робота "Мати" — творче втілення сподівань митця на перемогу.

## Трилогія "Ікони Революції"

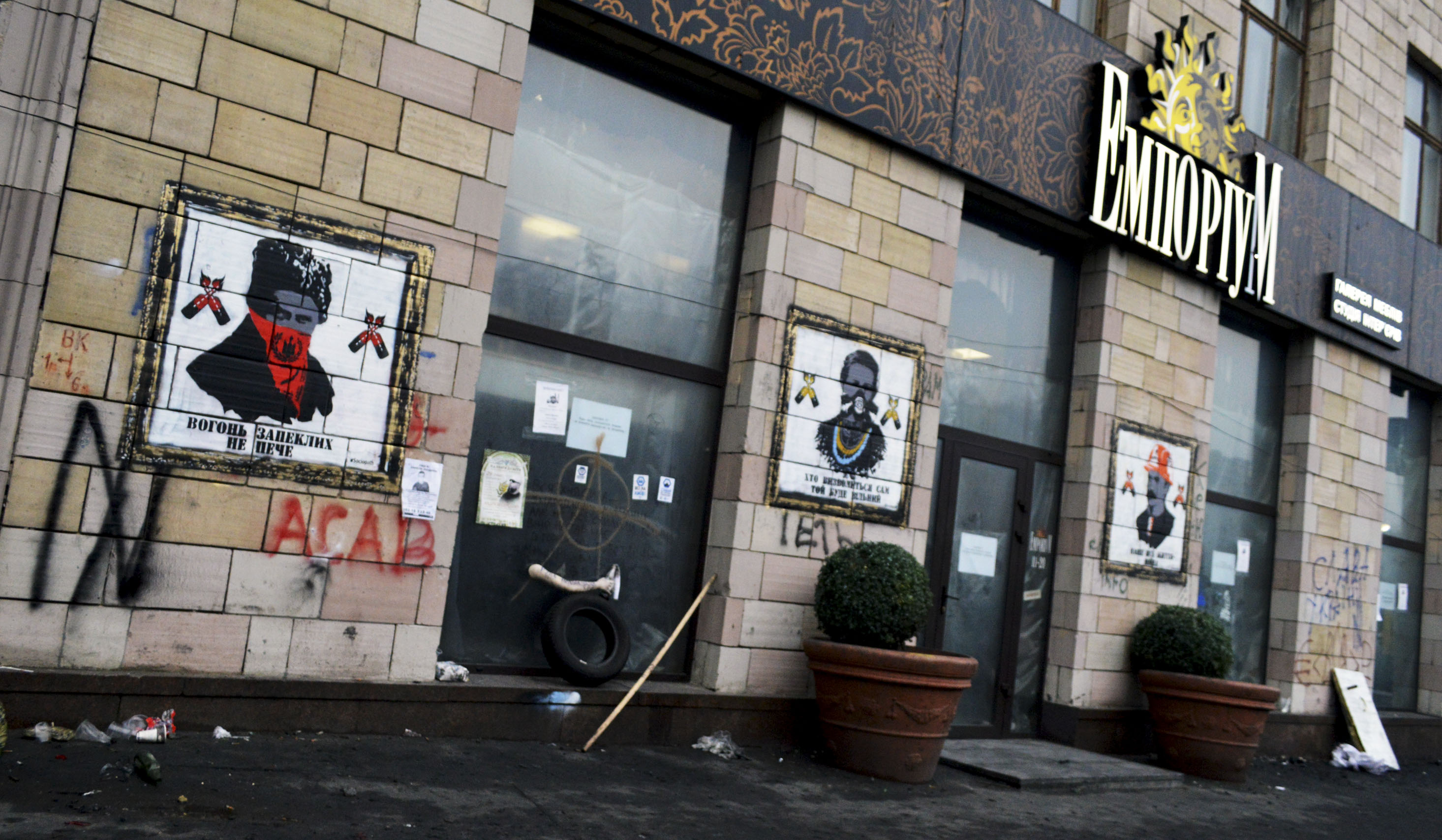
Трилогія "Ікони Революції". Київ, вул. Грушевського, 4. 2014 рік.

Трилогія "Ікони Революціїʼ" — одне з найвідоміших протестних графіті Києва. Їх історична цінність є предметом ЗНО випускників шкіл. У 2014 році Міністерство культури України внесло фасад вулиці Грушевського, 4, а заразом і роботи #Sociopath, до переліку пам'яток культури місцевого значення.
Графіті створене в ніч проти 10 лютого 2014 року. Над трьома півтораметровими картинами автор працював близько 6 годин. Трилогія стала одним із символів Революції Гідності.
“Ось хлопці стоять на барикадах, коктейлі Молотова кидають. Я — художник, я можу своїм мистецтвом протестувати. Тому виникла така ідея намалювати ці три малюнки — Лесі Українки, Тараса Шевченка і Франка. Такі ікони, “Ікони Революції”, — так художник пояснив створення своїх робіт на стіні.
Ось яку оцінку графіті дав художник Олександр Ройтбурд: «Ці роботи були символами пережитого країною високого моменту. Графіті служили прив’язкою подій тих років до історичного контексту. Це була дуже грамотна робота».
2 вересня 2017 року «Ікони Революції» стерли з фасаду будівлі на Грушевського.. Художник заявив, що хоче відновити картини на законних підставах. Перемовини щодо відновлення оригінальних графіті #Sociopath вів з тодішнім міністром культури України Євгеном Нищуком. Предметом перемовин стали: паспортизація малюнків, надання їм офіційного статусу пам'яток історії та захисту у вигляді бронескла. Однак, Євген Нищук не виконав своїх обіцянок, тому автор відмовився від співпраці. Водночас організація "Новий вогонь" самовільно відтворила графіті за мотивами оригінальних малюнків. Художник #Sociopath назвав цю акцію вандалізмом і спробою піару, а самі малюнки "фейком". У травні 2018 року на кальках "Ікон Революції" невідомий написав слово "fake".
Оригінальні полотна трилогії "Ікони Революції" нині зберігаються в особистій колекції художника.

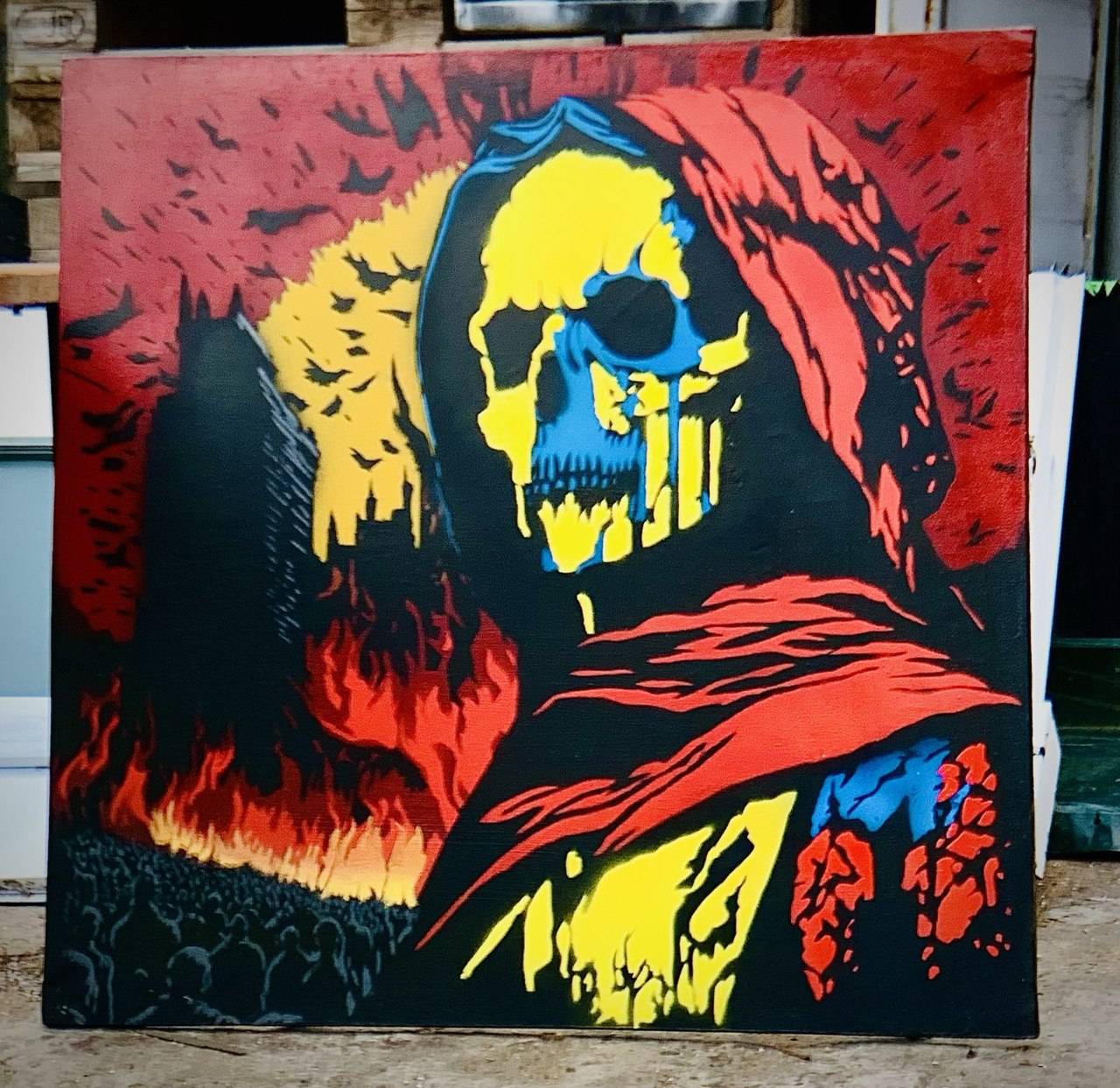
"Важкі дні", 2023 рік. Серія картин про війну "Genocide".

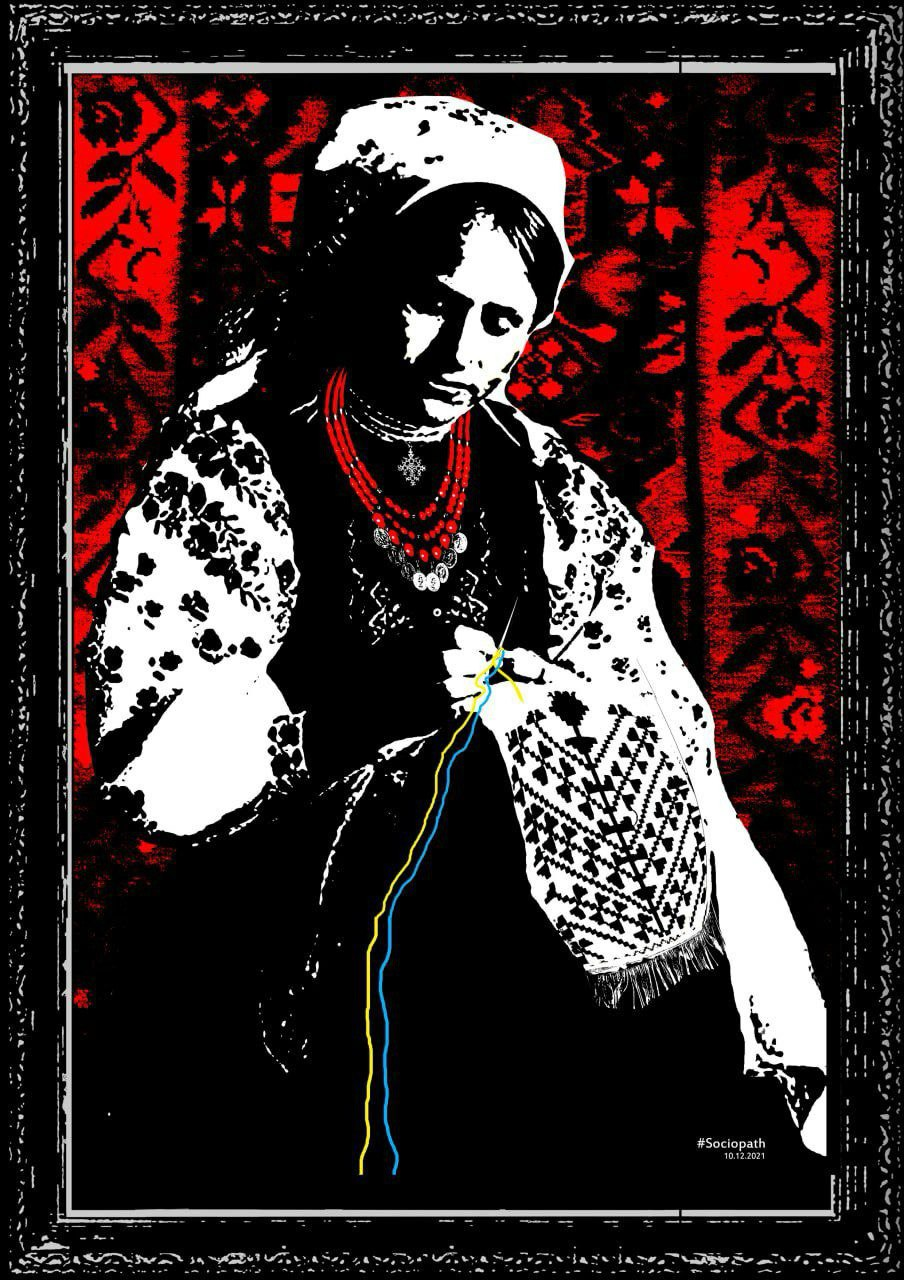
"Мати", 2022 рік. Серія жіночих портретів "Нове Сонце України".

## Виставки
- 2014–2015  Виставковий проєкт "Революція Гідності — ціна свободи". Львівський Палац мистецтв.[30]

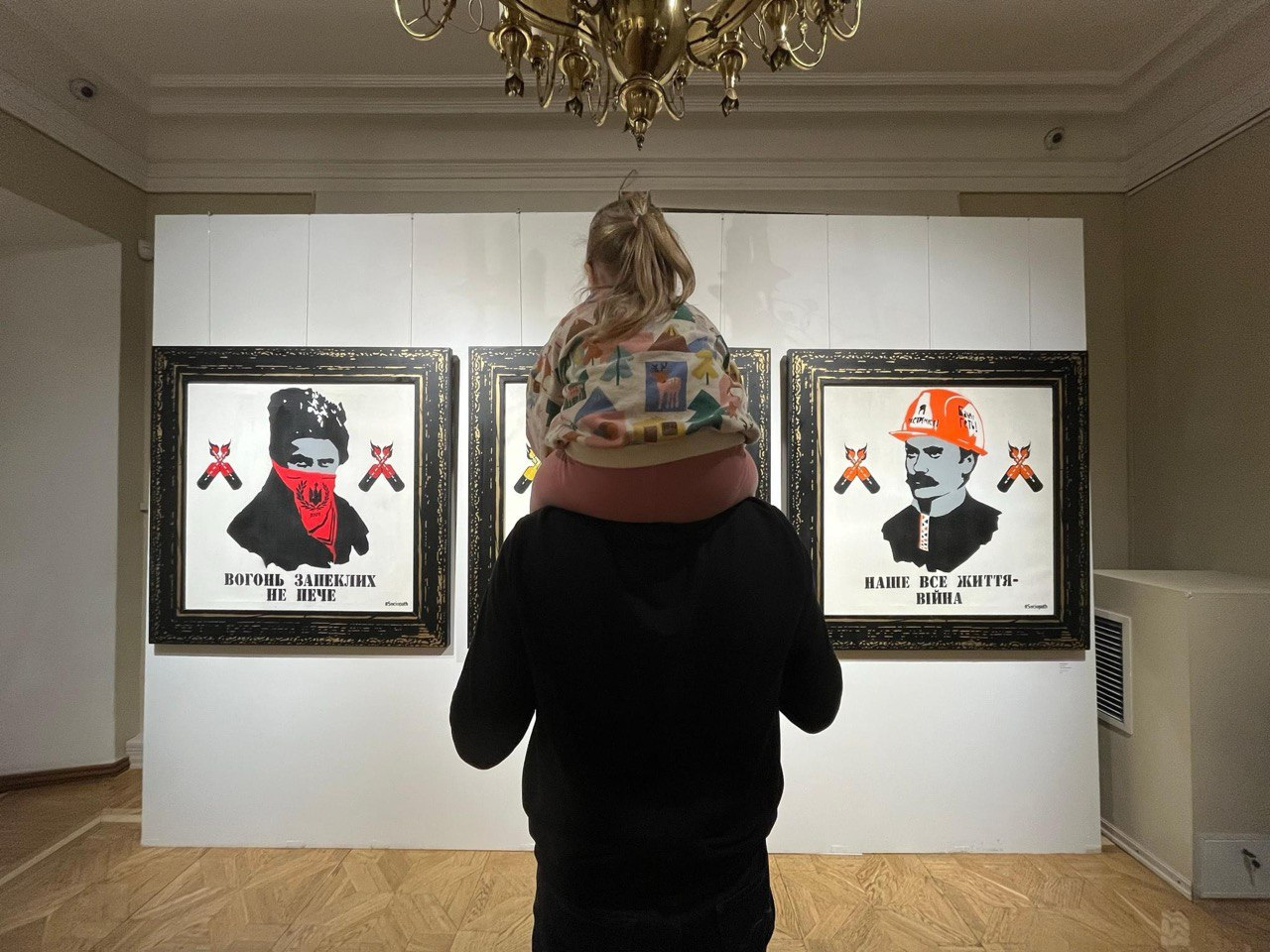
Трилогія "Ікони Революції" на виставці в Національному музеї Тарас Шевченка, 2024 рік.

- 2019 Постійна онлайн-експозиція "Sociopath ART". Онлайн-галерея Oncyber.[31]
- 2021 Онлайн-виставка "Metaverse Community Gallery #9, #10". Мистецька галерея imnotArt Chicago NFT Gallery.[32]
- 2024 Виставковий проєкт "Територія свободи: Майдан". Національний музей Тараса Шевченка.[33][34]
- 2024 Виставка сучасного мистецтва "Незалежні". Київ, ВДНГ[35]